# Coup d'État de 1977 en Thaïlande
 (août 2024).

Le coup d'État de 1977 en Thaïlande est un coup d'État militaire sans effusion de sang survenu le 20 octobre 1977 en Thaïlande, organisé par les Forces armées royales thaïlandaises (RTAF).

## Contexte
Le coup d'État d'octobre a été précédé par la tentative de coup d'État de mars 1977 (en), ayant échoué,.

## Coup d'État
Le coup d'État a été mené sous l'autorité nominale de l'amiral Sangad Chaloryu (en) de la Marine royale thaïlandaise, chef du Conseil national de réforme administrative (NARC), mais il a été effectivement dirigé par le général Kriangsak Chamanan de l'Armée royale thaïlandaise, commandant suprême de la RTAF. Cela a conduit à la destitution du Premier ministre Thanin Kraiwichian, qui a pris ses fonctions après le coup d'État de 1976 (qui a également été dirigé par l'amiral Sangad et a abouti à la création du NARC), immédiatement après le massacre de l'Université Thammasat.
L'armée a justifié son intervention en octobre par le fait que le gouvernement de Thanin avait divisé le pays, ne bénéficiait pratiquement d'aucun soutien public, que la situation économique s'était détériorée et que la population en général était en désaccord avec une suspension aussi longue de la démocratie.
Le général Kriangsak a assumé le poste de Premier ministre et a servi jusqu'à sa démission en 1980.